# Дмитриев, Кузьма Дмитриевич
Кузьма Дмитриевич Дмитриев (1 ноября 1898, Жилино — 7 мая 1971) — советский военачальник, в годы Великой Отечественной войны командир 242-й ночной бомбардировочной авиационной дивизии. Генерал-майор авиации (10.11.1942). Генерал бригады Народного Войска Польского. 

## Биография
Кузьма Дмитриевич Дмитриев родился 1 ноября 1898 года в Жилино. Русский. Участник Гражданской войны с 1918 года, участвовал в сражениях против Чехословацкого корпуса и войск А. В. Колчака на Восточном и Южном фронтах. С ноября 1919 года командовал дружиной, с марта 1920 года — взводом. С августа 1921 года — политический комиссар роты 39-го стрелкового полка, позже инструктор пулемётной роты.
В 1927 году окончил курсы командиров среднего звена во 2-й Московской школе пехоты. С сентября 1929 года — командир батальона. Член ВКП(б) с 1930 года. В мае 1932 года занял должность помощника начальника штаба 28-й авиационной группы. С 1936 года начальник авиации Белорусского ВО. С августа 1939 года — начальник штаба ВВС 11-й армии. С 8 августа 1940 года — начальник штаба 6-й смешанной авиационной дивизии.
На фронте с 22 июня 1941 года в звании полковника. С 10 февраля 1942 года — начальник штаба ВВС 11-й армии. 21 апреля 1942 года назначен командующим ВВС 11-й армии, 10 ноября того же года произведён в генерал-майоры авиации. Лично совершил два боевых полёта с целью контроля результата бомбометания. С 10 июня 1942 по 15 февраля 1943 года был командиром 242-й ночной бомбардировочной Люблинской Краснознаменной ордена Суворова авиационной дивизии. В феврале 1943 года назначен заместителем командующего 6-й воздушной армии, руководил боевыми действиями во время операции «Багратион» и наступления 1-го Белорусского фронта.
31 октября 1944 года отправлен в Войско Польское, дослужился до звания генерала бригады, занимал пост заместителя командующего по боевой подготовке. 21 сентября 1945 года вернулся в СССР. С июля 1946 года командующий ВВС Таврического военного округа. В отставке с февраля 1954 года.
Умер и похоронен в Симферополе, на кладбище Абдал.

Могила Дмитриева на кладбище «Абдал» в Симферополе.

## Награды
- 6 Орденов Боевого  Красного Знамени (трижды к 1944)[2]
  - 23 ноября 1942 года — «за самоотверженную работу, проявленную в борьбе с немецким фашизмом» (1115 вылетов истребителей, 74 уничтоженных самолёта противника; 8034 вылета бомбардировщиков)[5]
  - 23 августа 1944 года — «за умелую помощь в руководстве боевыми действиями авиации» (10925 самолётовылетов на штурмовку)[2]
- Орден Кутузова II степени (28 апреля 1944)[2][8]
- Орден Отечественной войны I степени (1945)
- Медаль «XX лет РККА»[9]
- Орден «Крест Грюнвальда» III степени (11 мая 1945) — решение Президиума Государственного народного совета от 11 мая 1945 года «за героические усилия и действия, проявленные в борьбе с немецкими захватчиками»[10][11]
- Командорский крест Ордена Возрождения Польши (1945)